# Güntisberg

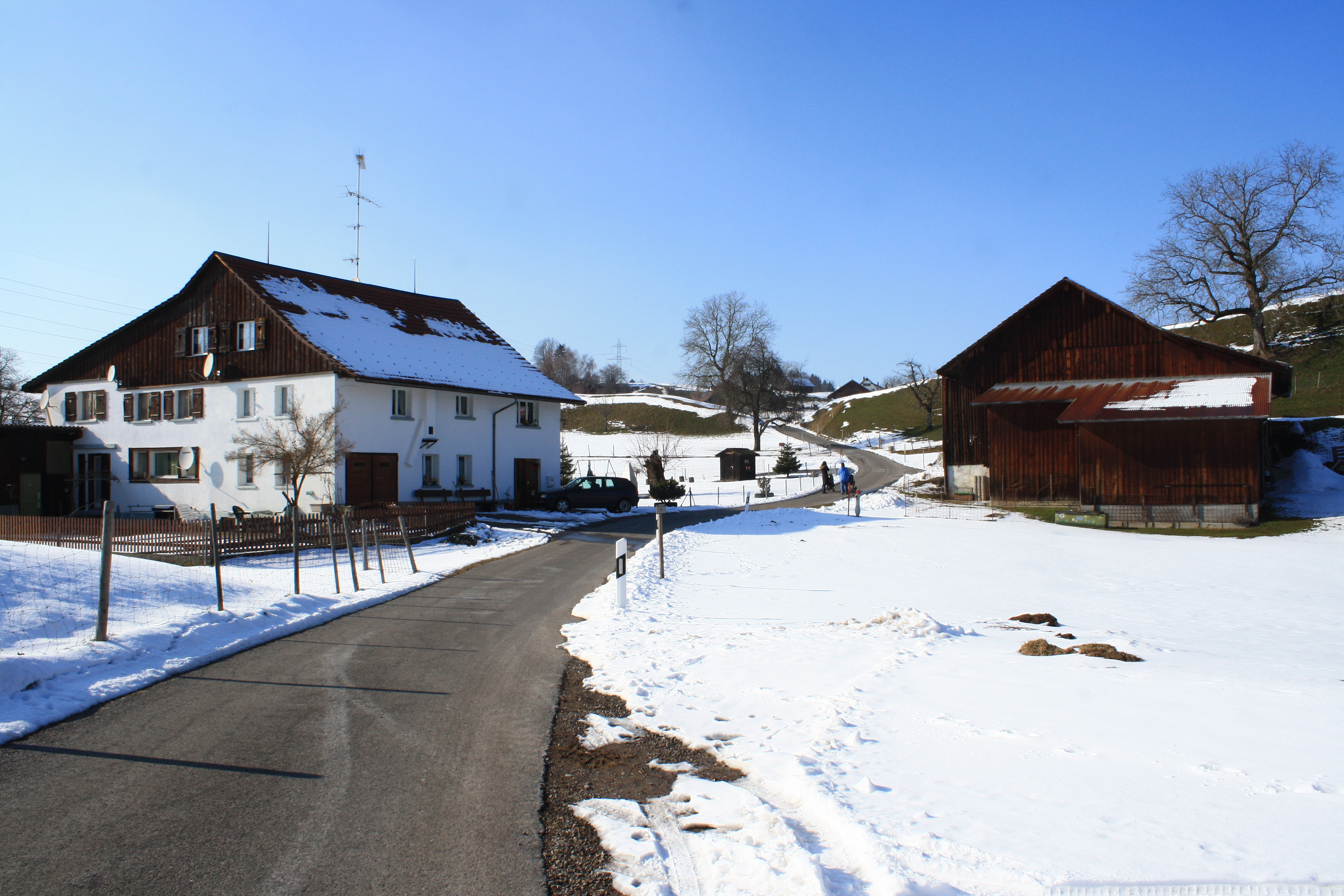
Neuguet an der Güntisbergstrasse

Güntisberg (Mundart Im Güntschbärg) ist ein Weiler im Zürcher Oberland, eine Aussenwacht der Gemeinde Wald. Der Siedlungskern liegt auf 739 m ü. M., höchste Punkt (Güpfel)  auf 763 m ü. M.

## Siedlung
Güntisberg war im späten 19. Jh. eine von sechs Schulgemeinden der politischen Gemeinde Wald.
Zu ihr gehörten auch der westlich von Güntisberg gelegene Weiler Mettlen, der südlich gelegene Weiler Hiltisberg, sowie die Höfe Batzenberg, Gart, Dachsegg, Hagenacher, Schebi, Grossweiher und Widenriet.
Über den Güntisberg führt die Güntisbergstrasse, die Wald mit dem Hiltisberg verbindet. Ausser einem Schulbus der Gemeinde Wald gibt es keine Buslinien.
In Güntisberg und Hiltisberg befindet sich je ein Ausflugslokal.

## Geographie

### Geologie
Güntisberg liegt auf dem südöstlichen Ausläufer des Batzberges, südlich des Siedlungskerns von Wald, etwa in der Mitte zwischen den Dörfern Wald und Eschenbach.
Der Batzberg entstand vor etwa 24'000 Jahren durch den Rückgang des Rheingletschers.
Beinahe der ganze Berg wird landwirtschaftlich genutzt oder ist bewaldet.

### Klima
Der Güntisberg besitzt ein abwechslungsreiches Klima, was sich auf die geographische Lage zwischen warmer und kalter Luft zurückführen lässt. Die Niederschlagsmenge beträgt rund 1100 Millimeter pro Jahr. Die wärmsten Monate sind zwischen Juni und August mit 13,2 Sonnenstunden und durchschnittlich 23,1 °C, die kältesten sind im Dezember bis Februar mit durchschnittlich 2,1 °C.

### Echo
Eine topologische Besonderheit stellt ein akustisches Echo dar. Durch die aussergewöhnliche Form des Terrains und der klaren Baumgrenze der Waldlichtung als akustischer Spiegel werden Schallwellen um einige Sekunden verzögert zurückgeworfen. Dies erzeugt ein vom Verursacher separates Hörereignis, das vom menschlichen Ohr als Echo wahrgenommen wird.

## Observatorium und Forschungsstation
Auf dem höchsten Punkt des Güntisbergs wurde 1993 im Auftrag der Astronomischen Gesellschaft Zürcher Oberland (AGZO) eine Sternwarte errichtet. Aufgrund eines Stalles und eines grossen Nussbaums erwies sich die Beobachtung des Himmels im Westen als schwierig, weshalb die Anlage 1997 um einen zusätzlichen westlichen Beobachtungsplatz erweitert wurde.